# Toril
Toril è un comune spagnolo di 184 abitanti situato nella comunità autonoma dell'Estremadura.